# Vračar
Vračar (Servisch: Врачар) is een gemeente binnen het Servische hoofdstedelijke district Belgrado.
Vračar telt 58.386 inwoners (2002) op een oppervlakte van 3 km², waarmee het de kleinste en dichtst bevolkte gemeente van Servië is.
Barajevo · Čukarica · Grocka · Lazarevac · Mladenovac · Novi Beograd · Obrenovac · Palilula · Rakovica · Savski Venac · Sopot · Stari Grad · Surčin · Voždovac · Vračar · Zemun · Zvezdara